# Janjouna Dan Tani
Janjouna Dan Tani (auch: Djanjouna Dan Tani, Djanjouna Dantani, Janjouma Dan-Tamine, Janjouna Dantahine, Janjouna Dan Tanin, Janjouna Dan Tanine) ist ein Dorf in der Landgemeinde Tibiri in der Region Maradi in Niger.

## Geographie

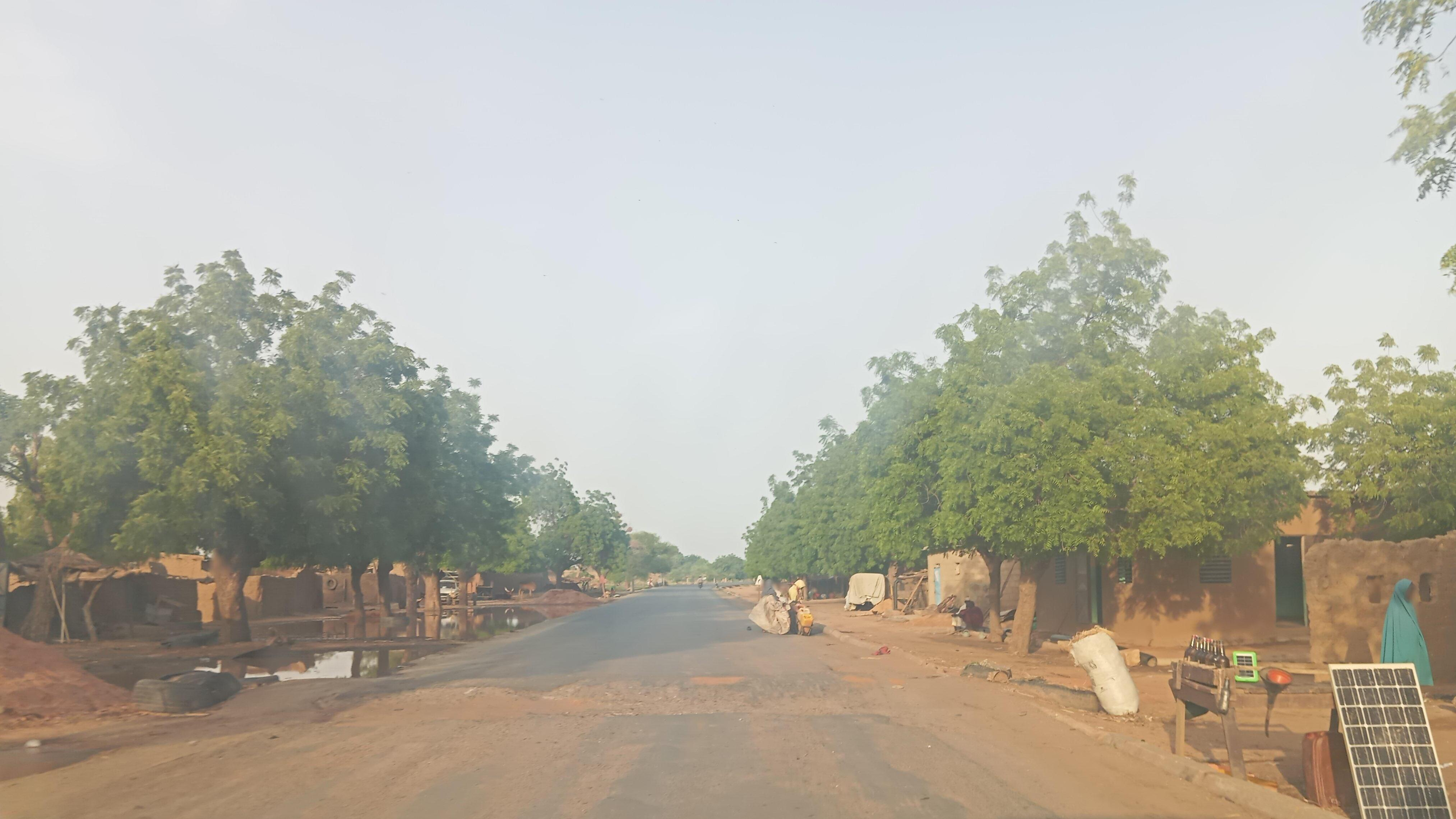
Ortsmitte von Janjouna Dan Tani (2024)

Das von einem traditionellen Ortsvorsteher (chef traditionnel) geleitete Dorf liegt am rechten Ufer des Trockentals Goulbi de Maradi. Es befindet sich rund sieben Kilometer nordwestlich des Hauptorts Tibiri der gleichnamigen Landgemeinde, die zum Departement Guidan Roumdji in der Region Maradi gehört. Weitere Siedlungen in der Umgebung von Janjouna Dan Tani sind Chadakori im Nordwesten, Kadata im Südosten und El Kolta im Westen.
Janjouna Dan Tani ist Teil der Übergangszone zwischen Sahel und Sudan. Die durchschnittliche jährliche Niederschlagsmenge beträgt hier zwischen 400 und 500 mm.

## Bevölkerung
Bei der Volkszählung 2012 hatte Janjouna Dan Tani 524 Einwohner, die in 62 Haushalten lebten. Bei der Volkszählung 2001 betrug die Einwohnerzahl 292 in 38 Haushalten und bei der Volkszählung 1988 belief sich die Einwohnerzahl auf 193 in 34 Haushalten.
Die Zone entlang des Trockentals gehört zu den am dichtesten besiedelten und zugleich zu den ärmsten Nigers, mit erhöhter Unterernährung.

## Wirtschaft und Infrastruktur

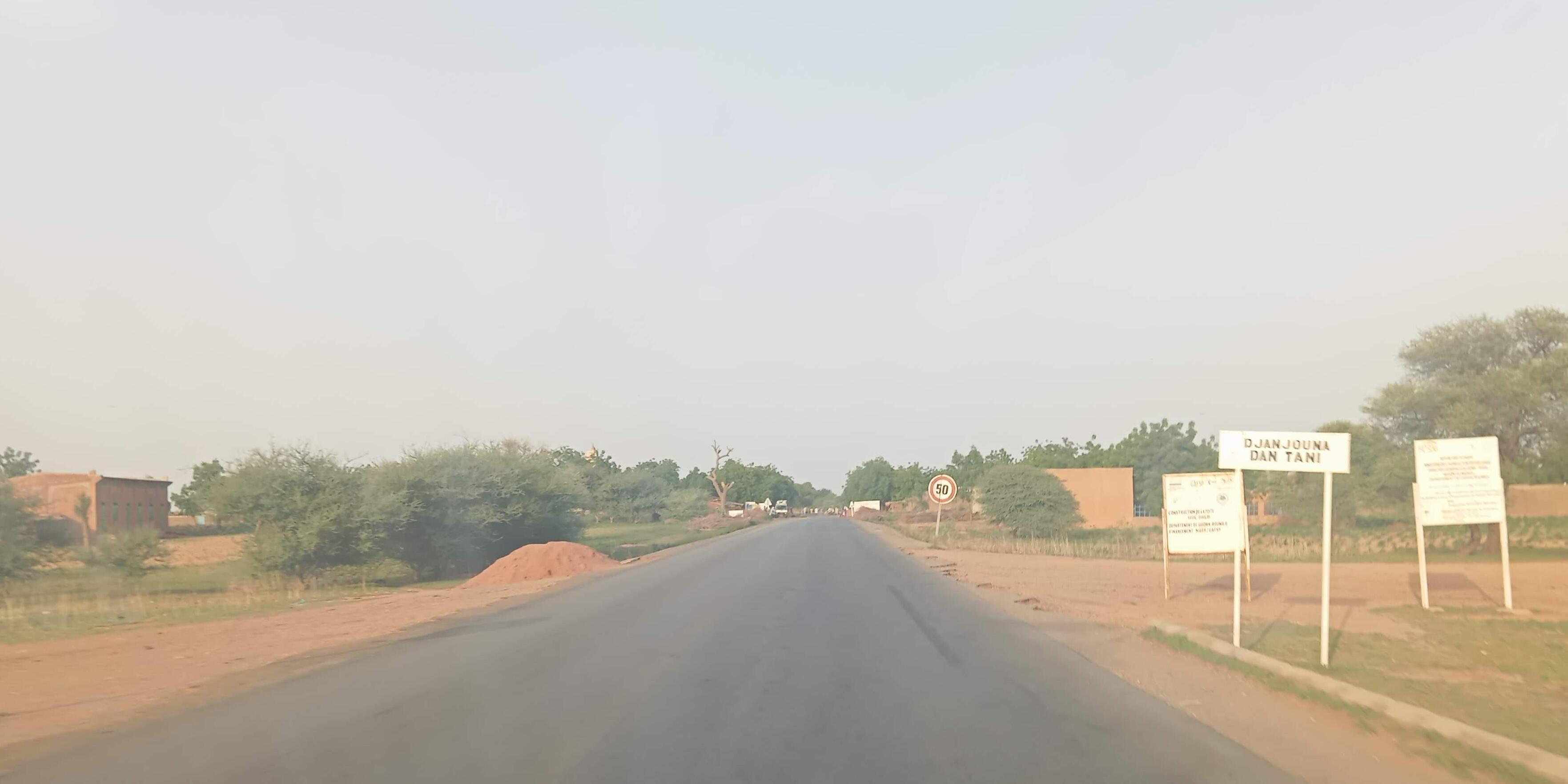
Ortstafel von Janjouna Dan Tani an der Nationalstraße 1 (2024)

Durch Janjouna Dan Tani führt die asphaltierte Nationalstraße 1, die längste Fernstraße Nigers. Im Ort zweigt eine einfache Landstraße, die 6,16 Kilometer lange Route 445 nach Chadakori, ab. Es gibt eine Schule im Dorf.